# Virgin Suicides (film)
Pour les articles homonymes, voir Virgin Suicides.
Pour plus de détails, voir Fiche technique et Distribution.
Virgin Suicides ou Cri ultime au Québec (The Virgin Suicides) est un film américain réalisé par Sofia Coppola, sorti en 1999. Adaptation du roman du même nom de Jeffrey Eugenides, le film raconte l'histoire des cinq sœurs Lisbon dans le cadre d'une banlieue bourgeoise huppée de Détroit durant les années 1970. 
Il s'agit du premier long métrage de la réalisatrice.

## Synopsis
Un narrateur (interprété par Giovanni Ribisi) raconte une histoire qui s'est déroulée pendant sa jeunesse, vingt-cinq années auparavant. Au milieu des années 1970, il vivait alors dans un quartier calme, où les gens menaient une vie bourgeoise et parfaite à Grosse Pointe (Michigan), dans la banlieue de Détroit. Une histoire qui allait le transformer lui et ses amis, à jamais. Tout commence par le suicide raté de Cecilia Lisbon (Hanna R. Hall), la sœur cadette des cinq filles Lisbon, les autres sont : Therese (Leslie Hayman), Mary (Andrea Joy Cook), Bonnie (Chelse Swain), Lux (Kirsten Dunst). La famille Lisbon est catholique pratiquante, le père est professeur de mathématiques au lycée proche et se passionne pour l'histoire de l'aviation. La mère est très stricte pour l'éducation de ses filles.
Le narrateur révèle que ses copains et lui, tombés amoureux des filles Lisbon, n'ont pu empêcher une série de drames. Alors que les garçons se rendent à une fête organisée par la famille Lisbon pour tenter de redonner un peu de joie à Cecilia, celle-ci se jette du premier étage et meurt empalée sur la grille du jardin. Les garçons tentent de comprendre le geste de Cecilia et dérobent son journal intime, dans lequel elle se montre sensible au sort des ormes, atteints par une maladie venue d'Europe.
Un jour, un élève du lycée, Trip Fontaine (Josh Hartnett), invite Lux au bal de fin d'année pour la séduire. Son père renvoie l'acceptation de l'invitation à la mère de Lux, qui consent sans enthousiasme, à condition que ses quatre filles soient accompagnées, ne conduisent pas la voiture et rentrent pour 23 heures. Élus roi et reine du bal, Trip et Lux font une escapade amoureuse qui les conduit au terrain de football. Lux rentre au petit matin, constatant que Trip l'a abandonnée (des années plus tard, il se le reproche encore). Dès lors, la mère enferme ses filles dans la demeure familiale, les retirant du lycée et oblige Lux à détruire ses disques de rock. L'orme soigné par Cecilia situé devant la maison est abattu par les autorités sanitaires, en dépit de la protestation des filles.
Les quatre garçons, amoureux éperdus, tentent par tous les moyens de leur venir en aide en commençant par les espionner depuis une maison voisine à l'aide d'un télescope. Ils découvrent que Lux mène une vie sexuelle secrète sur le toit de sa maison avec des garçons de passage. Pendant ce temps-là, monsieur Lisbon quitte son emploi de professeur et semble perdre la raison.
Un jour, les filles leur envoient des signaux lumineux en morse, avec un message appelant au secours. Les garçons pensent pouvoir les aider à s'échapper de leur prison et à partir sur les routes. Une nuit, alors qu'ils arrivent chez les Lisbon par la porte de derrière, ils découvrent, effarés, que les quatre filles se sont donné la mort. Bonnie  s'est pendue, Mary a mis sa tête dans le four, Therese a pris une surdose de somnifère et, finalement, Lux s'est empoisonnée au monoxyde de carbone en démarrant la voiture dans le garage fermé.
Alors qu'une soirée mondaine a lieu chez les Connor un an plus tard, et que le lac Michigan empeste à cause de la pollution par des algues, le narrateur estime que personne ne peut comprendre ce qui a pu se produire, car des pièces du puzzle sont à jamais manquantes. Jamais ses amis ni lui n'oublieront les filles Lisbon.
Les parents Lisbon vendent leur maison et quittent la ville. Les garçons récupèrent parmi les sacs-poubelles de la maison des photos et quelques souvenirs à partir desquels l'histoire est racontée.

## Fiche technique
- Titre français : Virgin Suicides
- Titre québécois : Cri ultime
- Titre original : The Virgin Suicides
- Réalisation : Sofia Coppola
- Scénario : Sofia Coppola d'après le roman de Jeffrey Eugenides, The Virgin Suicides
- Musique originale : Richard Beggs, Air
- Photographie : Edward Lachman
- Montage : James Lyons et Melissa Kent
- Production : Francis Ford Coppola, Julie Costanzo, Dan Halsted et Chris Hanley
  - Coproduction : Gary Marcus et Fred Roos
  - Production exécutive : Willi Baer et Fred Fuchs
- Pays d'origine :  États-Unis
- Langue originale : anglais
- Budget : 6 100 000 $
- Format : sphérique, 35 mm, 1,85:1 (couleurs, son Dolby numérique)
- Genre : drame
- Durée : 97 minutes
- Date de sortie :
  - États-Unis : 21 avril 2000 (sortie limitée), 19 mai 2000 (sortie nationale)
  - France : 27 septembre 2000

## Distribution
- James Woods (VF : Guy Chapellier ; VQ : Hubert Gagnon) : Ronald Lisbon, le père des filles Lisbon
- Kathleen Turner (VF : Anne Jolivet ; VQ : Anne Caron) : Sara Lisbon, la mère des filles Lisbon
- Kirsten Dunst (VF : Laura Préjean ; VQ : Aline Pinsonneault) : Lux Lisbon
- A. J. Cook (VF : Laura Blanc ; VQ : Viviane Pacal) : Mary Lisbon
- Leslie Hayman (VF : Dorothée Pousséo) : Therese Lisbon
- Hanna R. Hall (VQ : Kim Jalabert) : Cecilia Lisbon
- Chelse Swain (VF : Marie-Eugénie Maréchal) : Bonnie Lisbon
- Josh Hartnett (VF : Adrien Antoine ; VQ : Martin Watier) : Trip Fontaine
- Michael Paré (VF : Éric Herson-Macarel ; VQ : Daniel Picard) : Trip Fontaine adulte
- Scott Glenn (VQ : Yvan Benoit) : le père Moody
- Danny DeVito (VF : Patrick Raynal ; VQ : Luis de Cespedes) : Dr Horniker
- Jonathan Tucker (VF : David Lesser) : Tim Weiner
- Anthony DeSimone : Chase
- Robert Schwartzman (VF : Christophe Lemoine et VQ : Sébastien Reding) : Paul Baldino
- Noah Shebib : Parkie Denton
- Hayden Christensen (VQ : Joël Legendre) : Jake Hill Conley
- Joe Dinicol : Dominic Palazzolo
- Suki Kaiser : Lydia Perl
- Sherry Miller : Mme Buell
- Paul Sybersma : Joe Larson
- Peter Snider : le père de Trip
- Andrew Gillies : Woodhouse, le principal du collège
- Giovanni Ribisi : le narrateur (voix)
- Thomas Mars : un invité au bal de fin d'année (non crédité)

Sources et légende : version française (VF) sur Voxofilm. version québécoise (VQ) sur Doublage Québec.

## Bande originale
La bande originale est signée Air, un groupe de musique électronique français.

### Autres musiques dans le film
- On the Horizon - Sloan
- Can't Face Up (crédité How Many Times) - Sloan
- The Air That I Breathe - The Hollies
- Magic Man - Heart
- Crazy on You - Heart
- Strange Magic - Electric Light Orchestra
- Come Sail Away - Styx
- Alone Again (Naturally) - Gilbert O'Sullivan
- So Far Away - Carole King
- The Lines You Amend (crédité End It Peacefully) - Sloan
- A Dream Goes on Forever - Todd Rundgren
- Ce matin-là - Air
- How Can You Mend a Broken Heart ? - Al Green
- Everything You've Done Wrong - Sloan
- The Good in Everyone - Sloan
- I'm Not in Love - 10cc
- Hello, It's Me - Todd Rundgren
- Run to Me - Bee Gees

## Autour du film
Premier long métrage de Sofia Coppola, il porte davantage l'empreinte de son identité que les suivants[réf. souhaitée]. En 2018, la réalisatrice revient dans un article du journal britannique The Guardian sur les motivations profondes qui l'ont poussée à réaliser Virgin Suicides. Elle confesse n'avoir pas su voir tout de suite ce qui l'avait poussée à réaliser ce long-métrage. À la première lecture de l'œuvre originale, elle déclare avoir été immédiatement touchée par l’histoire de Jeffrey Eugenides. Elle dit avoir été conquise par la façon dont l’écrivain est arrivé à comprendre et à transcrire la complexité de la période adolescente, qui était à ce moment-là pour elle pas si lointaine. Elle cite, entre autres : le désir, la mélancolie et le mystère entre les garçons et les filles. Elle raconte également avoir réalisé, seulement des années plus tard, que l'une des motivations qui l'avaient poussée à réaliser cette adaptation était la perte de son frère Gio Coppola, mort tragiquement dans un accident de hors-bord alors qu'elle était âgée de quinze ans. Elle juge que cet événement a sans doute déclenché son envie de vouloir réaliser ce film, qui fait partie des classiques du cinéma américain des années 1990, traversé par les thèmes centraux de la juvénilité comme de la découverte de l'identité, du corps et de l'émancipation. Il est aussi parcouru par une dimension féministe forte, avec notamment la difficulté d'être une femme dans une position de pouvoir familial abusif.

## Distinctions
| Date              | Distinction                             | Catégorie                                 | Nom                                | Résultat   |
| ----------------- | --------------------------------------- | ----------------------------------------- | ---------------------------------- | ---------- |
| 12 au 23 mai 1999 | Festival de Cannes                      | Prix C.I.C.A.E.                           | Sofia Coppola                      | Nomination |
| 12 au 23 mai 1999 | Festival de Cannes                      | Caméra d'or                               | Sofia Coppola                      | Nomination |
| 6 août 2000       | Teen Choice Awards                      | Meilleure actrice de cinéma               | Kirsten Dunst                      | Nomination |
| 1er novembre 2000 | Casting Society of America              | Meilleur casting pour un film indépendant | Robert McGee, Linda Phillips-Palo  | Lauréat    |
| 21 décembre 2000  | Las Vegas Film Critics Society          | Meilleure réalisatrice                    | Sofia Coppola                      | Nomination |
| 21 décembre 2000  | Las Vegas Film Critics Society          | Meilleur acteur dans un second rôle       | James Woods                        | Nomination |
| 21 décembre 2000  | Las Vegas Film Critics Society          | Meilleur scénario adapté                  | Sofia Coppola                      | Nomination |
| 21 décembre 2000  | Las Vegas Film Critics Society          | Meilleur espoir féminin                   | Sofia Coppola                      | Nomination |
| 21 décembre 2000  | Las Vegas Film Critics Society          | Meilleure photographie                    | Edward Lachman                     | Nomination |
| 26 février 2001   | Brit Awards                             | Meilleure bande originale de film         | Virgin Suicides                    | Nomination |
| 26 février 2001   | Chicago Film Critics Association Awards | Meilleure bande originale                 | Jean-Benoît Dunckel, Nicolas Godin | Nomination |
| 29 avril 2001     | Young Hollywood Awards                  | Meilleure réalisatrice                    | Sofia Coppola                      | Lauréat    |
| 2 juin 2001       | MTV Movie Awards                        | Meilleure cinéaste débutante              | Sofia Coppola                      | Lauréat    |